# Ареа Ариђанале Екс П.И.П. (Парма)
Ареа Ариђанале Екс П.И.П. је насеље у Италији у округу Парма, региону Емилија-Ромања.
Према процени из 2011. у насељу је живело 18 становника. Насеље се налази на надморској висини од 43 м.